# سفارة السويد في شمال مقدونيا
سفارة السويد في شمال مقدونيا هي أرفع تمثيل دبلوماسي لدولة السويد لدى شمال مقدونيا. تقع السفارة في وهي تهدف لتعزيز المصالح السويدية في شمال مقدونيا.

## وصلات خارجية
- قائمة سفارات السويد
- قائمة السفارات في شمال مقدونيا